# Manuel Otero Martínez
Manuel Otero Martínez (A Serra de Outes; 27 de abril de 1916-Normandía, Francia; 6 de junio de 1944), fue un militar español muerto en acto de servicio en el Desembarco de Normandía, siendo el único español que combatió junto a los Aliados en dicha operación, aquel día.

## Biografía
En su pueblo natal, Otero se dedicó desde muy joven a reparar y pintar barcos, incluso a la carpintería de ribera; posteriormente se enroló en la Marina Mercante como mecánico. Aunque algunas fuentes detallan que estuvo trabajando como carbonero en Gijón (Asturias), llevándole carbón al vapor Inocencio Figaredo.
Tras el comienzo de la guerra civil española el 17 de julio de 1936, Otero,que había cumplido 20 años unos meses antes, se encontraba viviendo en el norte de España, pero fuera de su Galicia natal. Algunas fuentes dicen que el estallido del conflicto le sorprendió en la ciudad cántabra de Santander, mientras otras mantienen que fue en Gijón. Sea como fuera, ambas ciudades estaban en aquellos momentos bajo el control del bando republicano, es por ello que Otero acaba combatiendo en ese bando durante el conflicto.
Durante la contienda se sabe realmente poco de su situación y devenires excepto que fue herido de gravedad por dos disparos, uno que le alcanzó el brazo y otro que le afectó a un pulmón durante la batalla de Brunete. Fue trasladado a un hospital en Valencia para recuperarse de las heridas, pero cayó prisionero y fue encarcelado en Barcelona por las tropas franquistas. Tras la intervención de su familia, fiel al bando nacional, fue liberado de prisión y volvió a su Galicia natal.
Su vuelta a Galicia fue difícil, pues no fue bien recibido por sus vecinos, que lo señalaron por haber combatido en el bando republicano.Esto llevó a Otero a emigrar en 1940 a Estados Unidos, entró al país norteamericano gracias a acceder por Hawái, que en aquellos años era todavía un Estado asociado y de esta manera evitaba la deportación. Acabó recalando en la ciudad de New York.Durante los siguientes meses Otero se dedicó a emprender diferentes negocios en la ciudad americana, mandar dinero a su familia en España y a escribir a su madre cartas contándole su nueva vida. Finalmente acabó instalándose en un suburbio neoyorkino llamado Westchester, en el que abrió un taller mecánico.
El 4 de diciembre de 1941, Otero se alistó  de manera voluntaria en el ejército de los Estados Unidos. En ese momento, el país se encontraba a las puertas de entrar en la Segunda Guerra Mundial y aunque la guerra había comenzado un año antes, Estados Unidos había mostrado su apoyo al bando aliado, pero sin entrar en el conflicto de manera directa. El Gobierno optó entonces por conceder a los ciudadanos extranjeros (como Otero) la posibilidad de obtener la nacionalidad estadounidense si cumplían 6 meses de adiestramiento en el ejército.
El 7 de diciembre de 1941, 3 días después de haberse alistado Otero al ejército, Japón realizó un ataque sorpresa sobre las tropas estadounidenses en Pearl Harbor. Este hecho llevó al presidente Roosevelt a decretar la entrada de Estados Unidos, ahora sí, de manera directa en la Segunda Guerra Mundial, junto a los Aliados.
Es por ello que Otero fue movilizado y enviado a Reino Unido, donde le adiestraron durante un año para el combate y le prepararon para una misión de carácter secreto. Fue destinado a la 1.ª División de Infantería, conocida popularmente como la "Big Red One". Esta unidad era bastante importante para el desarrollo de la misión para la que adiestraron a Otero, pues habiendo participado en la campaña de África y en el desembarco de Sicilia, esta división era de las más veteranas del ejército estadounidense y la Operación Overlord conocida en castellano como el Desembarco de Normandía, requería de unidades experimentadas. Otero, al contar con experiencia en combate por la guerra civil española, fue enviado a esta unidad y obtuvo la graduación de soldado de primera clase.

## Fallecimiento
El 6 de junio de 1944, Otero fue desplegado en las playas de Normandía en torno a las 7:40 a. m, concretamente en el sector G de la playa de Omaha.La compañía en la que se encontraba Otero y que dirigía el Teniente William T. Dillon, llegó al sector G los primeros, por culpa de las corrientes de agua que modificaron los planes originales del desembarco. Otero portaba su fusil envuelto en plástico para que no quedase inutilizado por el agua, se acercó a la orilla que estaba siendo protegida por ráfagas de ametralladoras alemanas, situadas en búnkeres cercanos, y mientras sus compañeros caían muertos o heridos por las balas alemanas, Otero recorrió aproximadamente 100 metros hasta un muro de piedra, que utilizó como parapeto.
Protegidos por el muro de piedra, el mando ordenó a Otero, a John P. Ford y a David Arnold, atravesar una concertina de alambres que había sido previamente destruida por tres torpedos Bangalore, con la idea de que llegaran a un enorme foso antitanques que habían cavado los alemanes unos metros más allá y posteriormente alcanzar la posición de los alemanes WN-64. 
Desconociendo que el terreno estaba minado, Otero y Ford que encabezaban el operativo, murieron a los pocos segundos de comenzar a andar tras pisar unos artefactos explosivos, muriendo en el acto. 